# Станиславівське воєводство

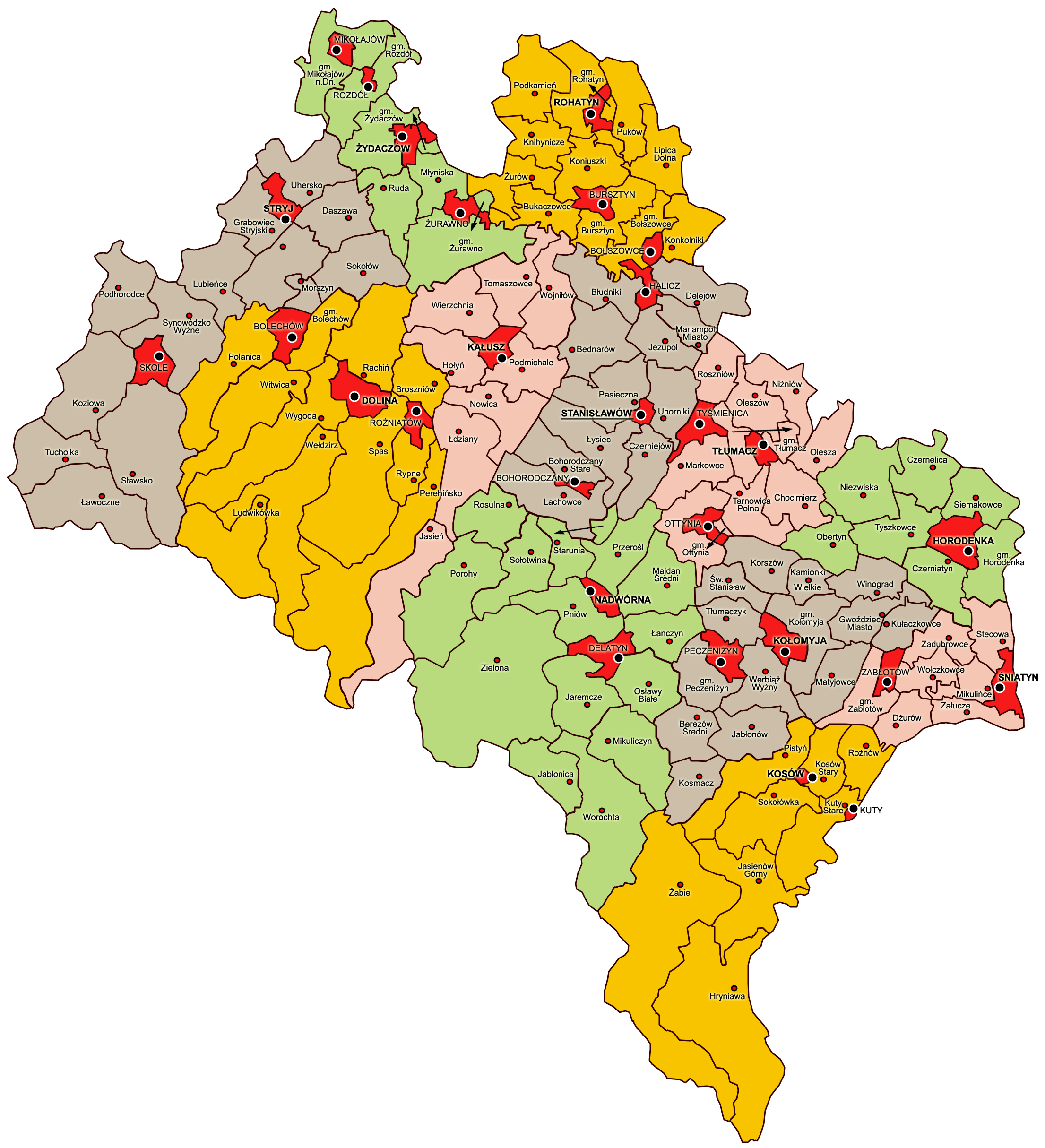
Станиславівське воєводство: адміністративний поділ, 1938. Земських повітів — 12; міських повітів — 28; сільських ґмін — 119.

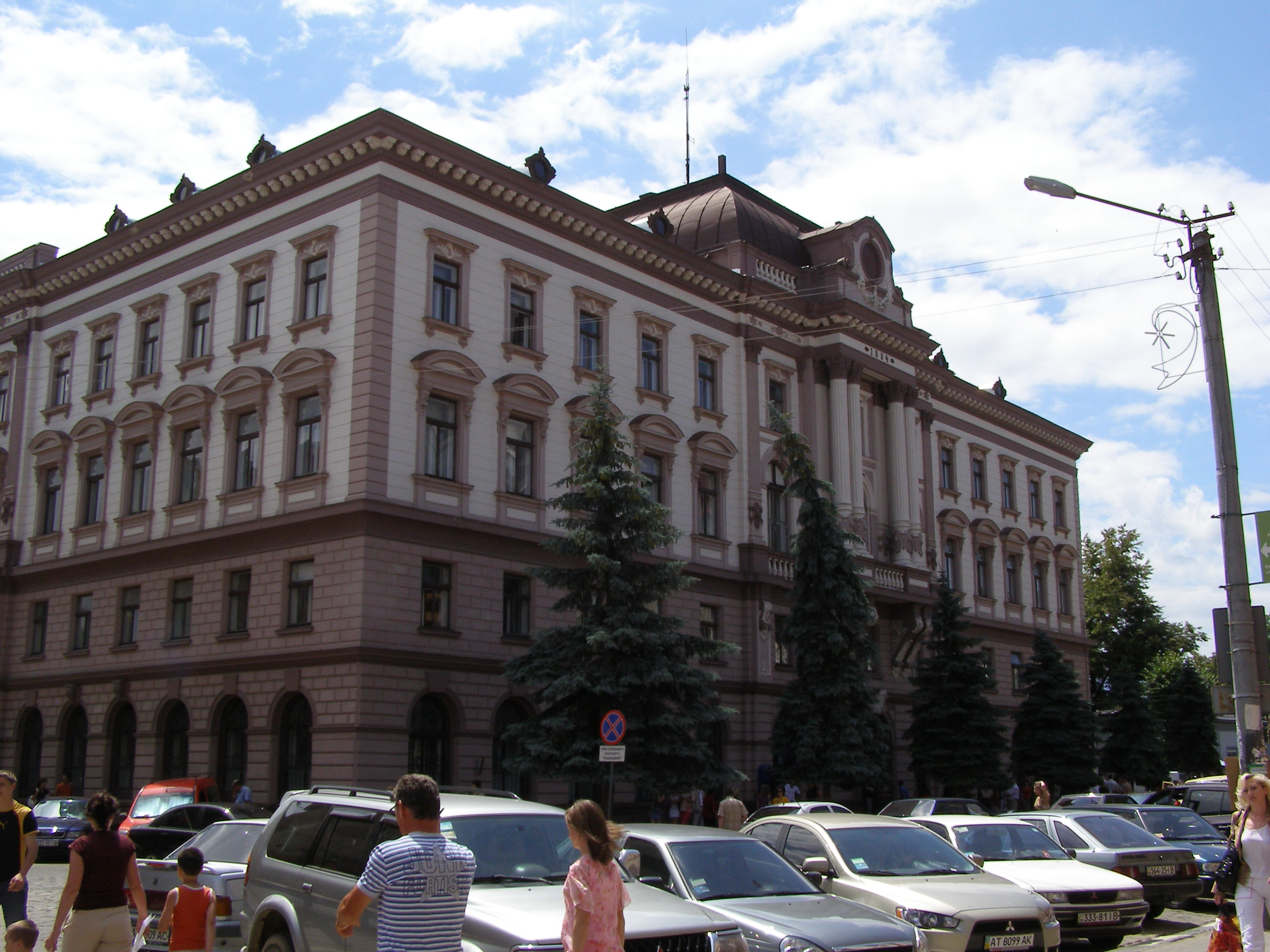
Івано-Франківськ. Адміністративний будинок Станиславівського воєводства

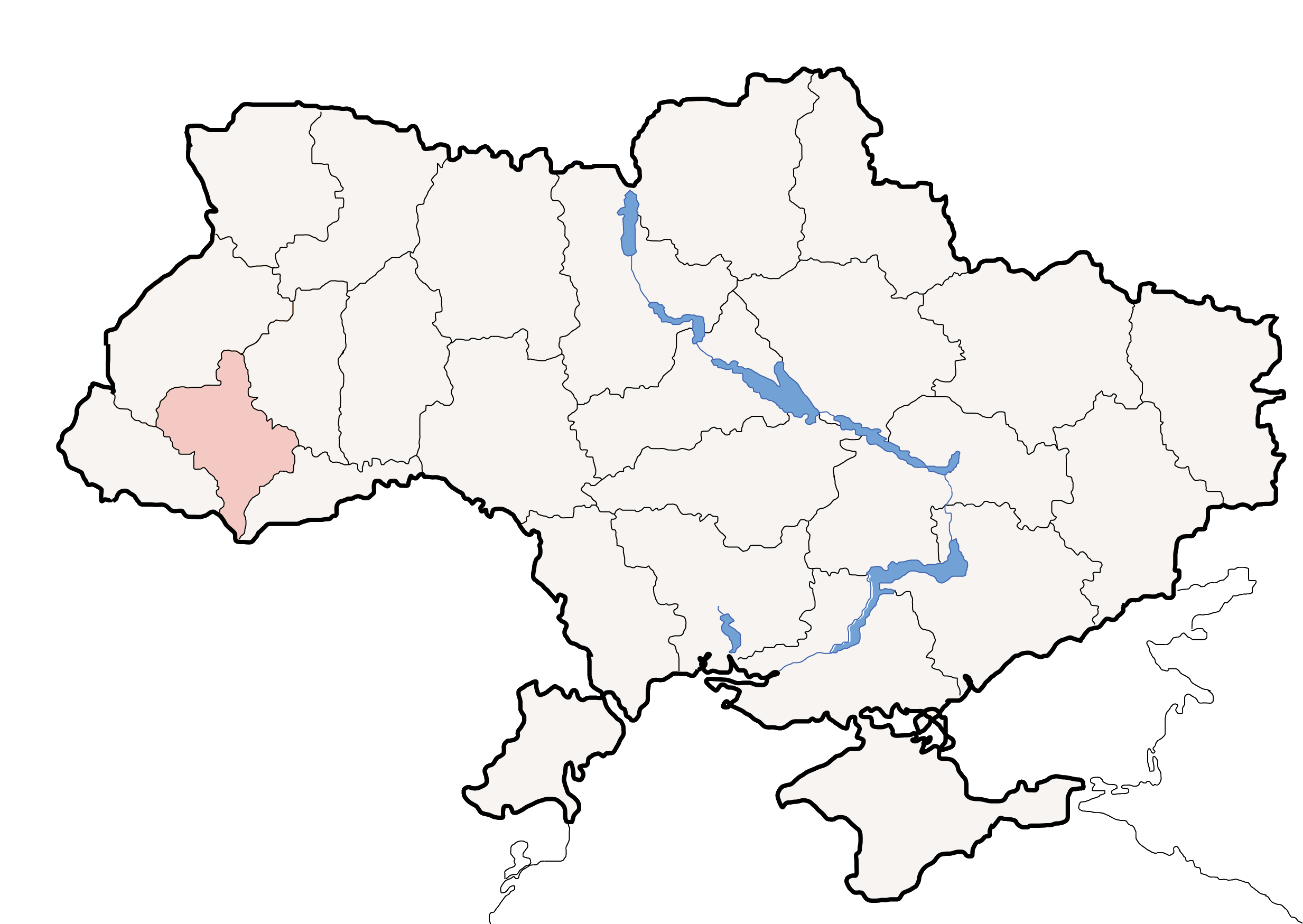
Івано-Франківська область на мапі України

Станиславівське воєводство — адміністративно-територіальна одиниця Польської Республіки, її найпівденніше воєводство вздовж тодішнього польсько-румунського кордону. Утворене 23 грудня 1920 року з 16 повітів з адміністративним центром у Станиславові на анексованих Польською республікою землях Західноукраїнської Народної Республіки.
Станиславівське воєводство охоплювало повністю сучасну Івано-Франківську область, а також (у поділі на райони до 2020 року) Стрийський, Сколівський, Жидачівський, Миколаївський райони Львівської області України.
17 грудня 1920 року польський сейм ухвалив закон «Про надання землі солдатам Війська Польського», виконуючи свою обіцянку під час війни з більшовиками, коли Варшава опинилася під загрозою захоплення. Уряд заходився реалізовувати свою обіцянку на українських землях, де розпочалося так зване осадництво — створення польських поселень із селян і колишніх військових.

## Населення
Чисельність населення за переписами:
- 1921 р. — 1 339 191,
- 1931 р. — 1 480 285.

Більшість населення Станиславівського воєводства становили українці. Опубліковані польським урядом цифри про національний склад за результатами перепису 1931 року були спростовані сучасниками і за ними українці нібито становили лише 68 % населення воєводства або 1 006 400 осіб, у той же час поляки нібито становили аж 23 % (340 400 осіб), а євреї — 7 % (103 600 ос.) населення воєводства. Недостовірність поданих цифр спричинена не тільки зарахуванням поляками всіх римо-католиків (хоча серед них третину становили українці-латинники) та частини греко-католиків (цього віросповідання дотримувалися винятково українці) та юдеїв (ними були винятково євреї), а й «повна фантастичність» цифр Тлумацького повіту. Поляки та євреї проживали головним чином у містах, де вони становили більшість населення, особливо у Станиславові, Стрию, Коломиї, Снятині, Скольому і т. д.
На 1.01.1939 у воєводстві проживало 1 581 625 мешканців (1 183 785 українців-грекокатоликів — 75 %, 70 625 українців-латинників — 4 %, 145 470 поляків — 9 %, 13 790 польських колоністів міжвоєнного періоду — 1 %, 145 810 євреїв — 9 % і 22145 німців та інших національностей — 1 %).
Густота населення воєводства була неоднорідною: прикарпатські та наддністрянські повіти були значно густіше заселені, ніж гірські карпатські повіти.
Головними містами воєводства були Станиславів, Коломия, Стрий i Снятин..

## Мова
Мовний склад населення Станиславівського воєводства за даними перепису 1931 року
- українська — 1 018 303 (68,8 %)
  - українська — 693 175
  - руська (галицька) — 325 128
- польська — 332 175 (22,4 %)
- єврейська — 109 378 (7,3 %)
  - їдиш — 101 256
  - іврит — 8 122
- німецька — 16 737 (1,1 %)
- російська — 225 (0,02 %)

Рідна мова населення повітів Станиславівського воєводства за переписом 1931 року, %
| повіт                      | населення | українська | польська | єврейська | німецька |
| -------------------------- | --------- | ---------- | -------- | --------- | -------- |
| Городенківський            | 92 894    | 64,5       | 29,9     | 5,4       | 0,0      |
| Долинський                 | 118 373   | 70,9       | 17,9     | 7,6       | 3,4      |
| Жидачівський               | 83 817    | 72,9       | 19,6     | 5,6       | 1,7      |
| Калуський                  | 102 252   | 75,8       | 18,2     | 5,0       | 0,9      |
| Коломийський               | 176 000   | 62,8       | 29,5     | 6,4       | 1,1      |
| Косівський                 | 93 952    | 85,0       | 7,2      | 7,2       | 0,0      |
| Надвірнянський             | 140 702   | 79,7       | 12,0     | 7,8       | 0,2      |
| Рогатинський               | 127 252   | 66,7       | 28,4     | 4,8       | 0,0      |
| Снятинський                | 78 025    | 71,8       | 22,1     | 5,6       | 0,4      |
| Станиславівський           | 198 359   | 60,6       | 24,7     | 13,6      | 0,9      |
| Стрийський                 | 152 631   | 69,6       | 16,5     | 10,1      | 3,6      |
| Тлумацький                 | 116 028   | 57,5       | 38,7     | 3,2       | 0,4      |
| Станиславівське воєводство | 1 480 285 | 68,8       | 22,4     | 7,4       | 1,1      |

## Релігія
Релігійний склад населення за переписом 1931 року
- греко-католики — 1 079 019 (72,9 %)
- католики — 245 944 (16,6 %)
- юдеї — 139 746 (9,4 %)
- протестанти — 12 492 (0,8 %)
- православні — 891 (0,06 %)

Релігійний склад населення повітів Станиславівського воєводства за переписом 1931 року, %
| повіт                      | населення | греко-католики | римо-католики | юдеї | православні |
| -------------------------- | --------- | -------------- | ------------- | ---- | ----------- |
| Городенківський            | 92 894    | 75,1           | 16,7          | 8,1  | 0,1         |
| Долинський                 | 118 373   | 75,8           | 13,2          | 8,8  |             |
| Жидачівський               | 83 817    | 75,3           | 18,0          | 6,3  |             |
| Калуський                  | 102 252   | 78,9           | 14,1          | 6,1  |             |
| Коломийський               | 176 000   | 68,9           | 18,1          | 11,9 | 0,1         |
| Косівський                 | 93 952    | 86,1           | 5,3           | 8,3  | 0,1         |
| Надвірна                   | 140 702   | 80,3           | 10,8          | 8,3  | 0,1         |
| Рогатинський               | 127 252   | 71,0           | 21,3          | 7,4  |             |
| Снятинський                | 78 025    | 79,1           | 11,1          | 9,1  | 0,1         |
| Станиславівський           | 198 359   | 62,4           | 21,4          | 14,9 | 0,1         |
| Стрийський                 | 152 631   | 70,8           | 15,3          | 11,2 | 0,1         |
| Тлумацький                 | 116 028   | 66,0           | 27,1          | 5,8  |             |
| Станиславівське воєводство | 1 480 285 | 72,9           | 16,6          | 9,4  | 0,1         |

## Освіта
За переписом 1931 р. серед населення Станиславівського воєводства старше 10 років вміли читати та писати 62,2 %, вміли тільки читати 0,5 %, а 36,6 % населення не вміли читати і писати.
Серед юдеїв вміли читати і писати 86,2 % населення старше 5 років, серед римокатоликів — 77,1 %, серед грекокатоликів — 54,0 %.
Вміння читати і писати серед населення старше 10 років за даними перепису 1931 р., %
| повіт                      | населення | вміють читати і писати | вміють тільки читати | не вміють читати і писати | невідомо |
| -------------------------- | --------- | ---------------------- | -------------------- | ------------------------- | -------- |
| Городенківський            | 69 740    | 54,3                   | 0,6                  | 44,2                      | 0,9      |
| Долинський                 | 87 736    | 59,5                   | 0,5                  | 39,0                      | 1,1      |
| Жидачівський               | 62 014    | 76,9                   | 0,6                  | 22,2                      | 0,3      |
| Калуський                  | 74 946    | 63,9                   | 0,4                  | 35,3                      | 0,4      |
| Коломийський               | 135 152   | 62,7                   | 0,6                  | 36,3                      | 0,4      |
| Косівський                 | 72 627    | 42,3                   | 0,4                  | 55,5                      | 1,8      |
| Надвірна                   | 103 285   | 46,8                   | 0,5                  | 52,0                      | 0,7      |
| Рогатинський               | 94 514    | 72,3                   | 0,6                  | 26,5                      | 0,7      |
| Снятинський                | 61 320    | 60,6                   | 0,3                  | 38,5                      | 0,6      |
| Станіславівський           | 150 105   | 71,7                   | 0,6                  | 27,1                      | 0,7      |
| Стрийський                 | 114 420   | 70,7                   | 0,5                  | 28,3                      | 0,6      |
| Тлумацький                 | 86 311    | 55,9                   | 0,7                  | 42,5                      | 0,9      |
| Станиславівське воєводство | 1 112 170 | 62,2                   | 0,5                  | 36,6                      | 0,7      |

## Адміністративний поділ
Станиславівське воєводство межувало на північному заході з Львівським воєводством, на північному сході з Тернопільським воєводством, на південному заході — з Підкарпатською Руссю Чехословаччини, південному сході — з Північною Буковиною Румунського королівства.
- У 1921 році Станиславівське воєводство поділялось на 16 повітів.

1 квітня 1929 р. ліквідовано Печеніжинський повіт, а його територію приєднано до Коломийського повіту.
17 квітня 1931 р. зі Станиславівського воєводства відокремлено Турківський повіт, який включено до Львівського воєводства.
1 квітня 1932 р. ліквідовано Богородчанський повіт, a його територію приєднано до Надвірнянського та Станиславівського повітів і ліквідовано Сколівський повіт, а його територію приєднано до Стрийського повіту. Отож, надалі Станиславівське воєводство поділялось на 12 повітів (включали 746 сільських ґмін і 26 міських).
У ході адміністративної реформи місцевого самоврядування 1934 року змінено структуру повітів, воєводство нараховувало 901 громаду, об'єднану в 119 сільських ґмін і 28 міських.
Площу територій повітів воєводства подано станом на 1939 р. У випадку ліквідації або зміни приналежності до воєводства територія повітів подана на останній рік існування в межах цього воєводства. Кількість населення подана на основі перепису населення 1931 р. в Польській республіці. У випадку ліквідованих або приєднаних до інших воєводств повітів кількість населення подано на підставі перепису населення 1921 р. в Польській республіці.
| Повіт                      | Площа.км² | Кількість населення |  | Центр повіту | Кількість населення |
| -------------------------- | --------- | ------------------- |  | ------------ | ------------------- |
| Станиславівське воєводство |           |                     |  |              |                     |
| Богородчанський (до 1932)  | 854       | 70 212              |  | Богородчани  | 2 615               |
| Городенківський            | 849       | 92 900              |  | Городенка    | 12 200              |
| Долинський                 | 2397      | 118 400             |  | Долина       | 9 616               |
| Жидачівський               | 883       | 83 800              |  | Жидачів      | 4 534               |
| Калуський                  | 1137      | 102 300             |  | Калуш        | 12.100              |
| Коломийський               | 1339      | 176 000             |  | Коломия      | 33 800              |
| Косівський                 | 1839      | 93 900              |  | Косів        | 5 653               |
| Надвірнянський             | 2472      | 140 700             |  | Надвірна     | 8 716               |
| Печеніжинський (до 1929)   | 496       | 43 085              |  | Печеніжин    | 5 984               |
| Рогатинський               | 1147      | 127 300             |  | Рогатин      | 7 513               |
| Сколівський (до 1932)      | 1268      | 50 310              |  | Сколе        | 5 989               |
| Станиславівський           | 1249      | 198 400             |  | Станиславів  | 60 000              |
| Стрийський                 | 2081      | 152 600             |  | Стрий        | 30 500              |
| Снятинський                | 567       | 78 000              |  | Снятин       | 10 800              |
| Тлумацький                 | 934       | 116 000             |  | Тлумач       | 6 836               |
| Турківський (до 1931)      | 1459      | 76 645              |  | Турка        | 10 030              |

### Станиславівські воєводи
- Едмунд Юристовський —— (21 жовтня 1921 — 18 серпня 1925) рр.
- Александер Дес Лоґес —— (18 серпня 1925 — 25 жовтня 1926) рр.
- Владислав Корсак —— (18 грудня 1926 — 12 вересня 1927) рр.
- Александер Моравський —— (28 жовтня 1927 — 30 жовтня 1928) рр.
- Броніслав Наконечников-Клюковський —— (30 жовтня 1928 — 29 серпня 1930) рр.
- Зиґмунт Яґодзінський —— (3 вересня 1930 — 1 лютого 1936) рр. (в. о. до 2 лютого 1931)
- Мечислав Стажинський —— (11 лютого 1936 — 22 червня 1936) рр. (в. о.)
- Ян Савіцький —— (23 червня 1936 — липень 1936) рр.
- Стефан Паславський —— (14 липня 1936 — 20 січня 1939) рр.
- Станіслав Ярецький —— (20 січня 1939 — 2 вересня 1939) рр.

## Ліквідація
Припинило існування після анексії Західної України Союзом Радянських Соціалістичних Республік. З 10 повітів Станиславівського воєводства 27 листопада 1939 р. було утворено Станіславську область Української Радянської Соціалістичної Республіки, а Жидачівський і Стрийський повіти включені до складу Дрогобицької області УРСР.
У 1945—1946 р. з території колишнього Станиславівського воєводства репатрійовано 97,3 тис. поляків.